# Bray-en-Val
Bray-en-Val is een plaats en voormalige gemeente in het Franse departement Loiret in de regio Centre-Val de Loire en telt 1043 inwoners (1999).

## Geschiedenis
Bray-en-Val is op 1 januari 2017 gefuseerd met de gemeente Saint-Aignan-des-Gués tot de gemeente Bray-Saint-Aignan. 

## Geografie
De oppervlakte bedraagt 22,6 km², de bevolkingsdichtheid is 46,2 inwoners per km². 
De onderstaande kaart toont de ligging van Bray-en-Val met de belangrijkste infrastructuur en aangrenzende gemeenten.

## Demografie
Onderstaande figuur toont het verloop van het inwoneraantal van Bray-en-Val vanaf 1962.

Bron: Frans bureau voor statistiek. Cijfers inwoneraantal volgens de definitie population sans doubles comptes (zie de gehanteerde definities)